# Хрестовоздвиженський храм (Боромля)
Церква Воздвиження Хреста Господнього — чинна мурована церква у містечку Боромля, пам'ятка архітектури місцевого значення, побудована у 1821 році. Парафія належить до Сумської єпархії Української православної церкви московського патріархату. Престольне свято: 27 вересня (Воздвиження Хреста Господнього).

## Розташування
Церква Воздвиження Хреста Господнього розташований по вулиці Швецова, 31, неподалік контори ТДВ «Маяк», на відстані 1 км. на схід від автотраси Суми — Полтава (Н12).

## Історія церкви

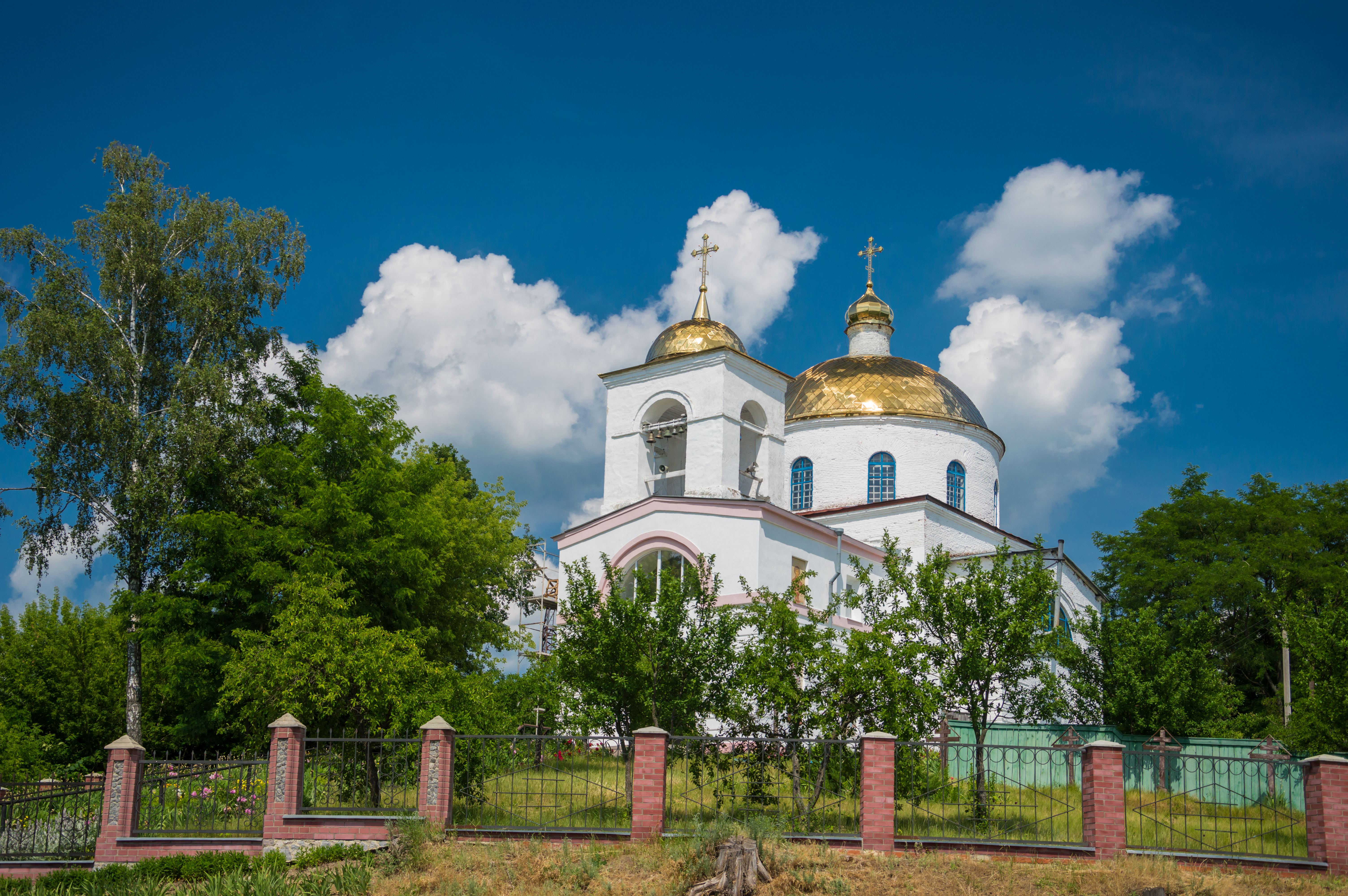
Церква Воздвиження Хреста Господнього. 2018 рік)

Перші згадки про церкву, яка діяла на місці сучасної, датуються 1696—1725 роками. Це була дерев'яна церква, яка згодом постраждала від пожежі. На місці дерев'яної церкви, за рахунок парафіян, збудували нову кам'яну однопрестольну церкву Воздвиження Хреста Господнього, і у 1821 році її було освячено. За архівними даними, церква мала 1268 парафіян. 
Згадується в актах 1696—1726 років. В указі консисторії від 29 березня 1742 року вказано інформацію про двох священників Боромлянської Хрестовоздвиженської церкви. Також відмічається, що парафіянин Василь Романіка пожертвував церкві Євангеліє, срібні посудини з приборами, та плащаницю — всього на 280 рублів сріблом.
У другій половині 1930-х років, згідно плану другої п'ятирічки, православна служба була повністю припинена, а сама церква була закрита. Віруючим вдалося захистити церкву від руйнування. Петро Сукачов, який був головою сільради села Боромля, під час наради, де обговорювалася доля храму, не дозволив зруйнувати церкву. Було вирішено розмістити у приміщенні зерносклад. Усі церковні святині люди зберігали вдома до відновлення богослужінь.
Під час німецько-радянської війни церква не постраждала. У період німецької окупації села у церкві було відновлено богослужіння, і не припинялися дотепер. Нині це єдина чинна культова споруда на території села Боромля.
У 2009 році при храмі була відкрита недільна церковнопарафіяльна школа, де викладачами-наставниками є матушка Антоніна та Дудник Ніна Костянтинівна. 
| 1730 | 1750 | 1770 | 1790 | 1810 | 1820 | 1830 | 1850 | 1889 |
| ---- | ---- | ---- | ---- | ---- | ---- | ---- | ---- | ---- |
| 602  | 640  | 1300 | 1364 | 1611 | 1540 | 1448 | 1248 | 2027 |

## Священнослужителі
- Тихон Фомин. Проводив службу з 1696 року;
- Феодор Васеловський;
- Іоан Новосельський. Священник з 1726 року;
- Василь Довженко. Служитель церкви з 1742 року;
- Кохановський Леонтій Степанович, 1898—1900 рр.;
- Кохановський Стефан Ілліч, 1900 р.;
- Олександр Романіка. Церковний староста з 1902 року;
- Кохановський Іоан Леонтійович, 1900—1911 рр.;
- Приходько Микола Михайлович, 1912—1917 рр.;
- Ладенков Олексій Миколайович. Псаломник-диякон, 1906-1917 рр.;
- Іоан (Іван Григорович Радько), 1978 р.;
- Буденна Марія Максимівна  — староста церкви;
- Отець Ярослав, 2005 р. — донині.

## Сьогодення
Діючий. Богослужіння проводяться у неділю та святкові дні.